# Kai Feldmann
Kai Feldmann (* 27. Juni 1993 in Seeheim-Jugenheim) ist ein deutscher Handballspieler.

## Karriere
Kai Feldmann begann mit sechs Jahren mit dem Handball. Bis 2011 spielte er beim TuS Griesheim, mit dem er 2010 und 2011 Hessenmeister wurde, anschließend ging er zur A-Jugend der SG Kronau/Östringen. 2012 wechselte der 1,98 Meter große Rückraumspieler, der auch am Kreis eingesetzt werden kann, in die spanische Liga ASOBAL zum Aufsteiger BM Cangas. Ein Jahr später kehrte Feldmann nach Deutschland zurück und schloss sich dem Drittligisten HSG Rodgau Nieder-Roden an. Nachdem Feldman 2016 zum belgischen Verein Callant Tongeren wechselte, schloss er sich ein Jahr später dem niederländischen Erstligisten OCI-Lions an, für den er bis zum Saisonende 2018/19 auflief. Anschließend schloss er sich dem deutschen Oberligisten SC Fortuna Köln an.
Kai Feldmann ist der Sohn des Handballtrainers Klaus Feldmann.